# アレン・カー
アレン・カー（Allen Carr、1934年9月2日 - 2006年11月29日）は、イギリスの禁煙活動家。
ロンドン在住で、18歳の時から煙草を吸い始め、会計士の職にあったときは1日に100本以上吸う愛煙家であった。1983年に禁煙に成功し、以降は自身の経験をもとに、世界41ヵ国で85ヵ所以上の禁煙クリニックを開設した。2006年に肺癌と診断され、2006年11月29日にスペイン・マラガにある自宅で死去した。72歳。
代表作に『禁煙セラピー』（ISBN 978-4-8454-0505-3、原題：The Easy Way to Stop Smoking）がある。